# Cortex
"Cortex" – międzynarodowe anglojęzyczne czasopismo założone w 1964 roku przez Ennio De Renzi i wydawane przez Elsevier Masson. Poświęcone jest badaniom procesów poznawczych i związków między układem nerwowym a czynnościami umysłowymi. Ukazuje się 10 numerów rocznie, dostępne są w wersji elektronicznej w bazie Science Direct. Wskaźnik cytowań czasopisma wynosi 4.314 (grudzień 2015).